# Феррейра Пинто, Адриано
Адриано Феррейра Пинто (порт. Adriano Ferreira Pinto; родился 10 декабря 1979, Кинта-ду-Сол) — бразильский футболист, полузащитник.
Начал карьеру в клубе «Униао Сао Жоао» в 1999 году. Затем переехал в Италию, где играл за «Виртус Ланчано» с 2002 по 2004 год, «Перуджу» с 2004 по 2005 год и «Чезену» с 2005 по 2006 год. 
С 2014 года играет за клуб «Понте-Сан-Пьетро».